# Lijst van cultureel erfgoed in Košice-Sever
Dit is een (onvolledige) lijst van cultureel erfgoed in de Slowaakse stad Košice, in het stadsdeel Sever (okres Košice I).
Deze lijst is gebaseerd op de opsomming die gepubliceerd werd op de website van het Bureau voor monumenten van de Slowaakse Republiek (PÚSR).
- Košice-Sever
- Košice (stad in Slowakije)

## Cultureel erfgoed
| Afbeelding                   | Adres & coördinaten                           | Object | Locale benaming |
| ---------------------------- | --------------------------------------------- | --- | --- |
|                              | Čermeľ Locatie.                               | Overblijfselen van een kasteel. ID 802-1048/1. | Zrúcanina hradu. |
|                              | Rozálska. Locatie.                            | Begraafplaats Sint-Rozalia. ID 802-1131/1. | Cintorín sv.Rozálie |
|                              | Palmová. Begraafplaats Sint-Rozalia. Locatie. | Kapel van Sint-Rozalia (pestkapel). ID 802-1131/2.                                                                                                   | Morová kaplnka sv.Rozálie |
|                              | Palmová. Begraafplaats Sint-Rozalia Locatie.  | Grafsteen met een kruis. ID 802-1131/3. | Náhrobok s krížom. |
|                              | Palmová. Begraafplaats Sint-Rozalia Locatie.  | Mausoleum voor Répászky Július (1870-1925), architect. ID 802-1131/4.                                                                                | Mauzóleum. Répászky Július s manž. (1870-1925), architekt.                                                                    |
|                              | Palmová. Begraafplaats Sint-Rozalia Locatie.  | Grafkamer voor Korányi Károly (1838-1911), advocaat, en zijn echtgenote. ID 802-1131/5.                                                              | Hrobka. Korányi Károly s manželkou (1838-1911), advokát.                                                                      |
|                              | Palmová. Begraafplaats Sint-Rozalia Locatie.  | Grafkamer voor Aranyossy de Forbasz: advocaat, schilder en graficus. ID 802-1131/6.                                                                  | Hrobka: Aranyossy de Forbász, advokát, maliar a grafik.                                                                       |
|                              | Palmová. Begraafplaats Sint-Rozalia Locatie.  | Grafmonument ter nagedachtenis van Fiedler Szilárd en zijn echtgenote. ID 802-1131/7.                                                                | Pohrebný pamätník: smútiaci manželia, Fiedler Szilárd s manželkou.                                                            |
|                              | Palmová. Begraafplaats Sint-Rozalia. Locatie. | Familiegraf van Péter Jakab (architect en aannemer van bouwwerken) en zijn echtgenote Josephina Hansera. ID 802-1131/8.                              | Hrob: Péter Jakab (1834-1903), staviteľ.                                                                                      |
|                              | Palmová. Begraafplaats Sint-Rozalia Locatie.  | Grafmonument voor Pürstinger Károly, geneesheer. ID 802-1131/9.                                                                                      | Hrob: Pürstingera Karolyho; lekár.                                                                                            |
|                              | Palmová. Begraafplaats Sint-Rozalia. Locatie. | Grafmonument met reliëfs voor Tordásy András en zijn echtgenote (1811-1894). ID 802-1131/10.                                                         | Hrob: Tordásy András s manželkou (1811-1894).                                                                                 |
|                              | Palmová. Begraafplaats Sint-Rozalia. Locatie. | Grafsteen met een kruis van Münster Teodor, advocaat. ID 802-1131/11.                                                                                | Náhrobok s krížom: Münster Teodor, právnik.                                                                                   |
|                              | Palmová. Begraafplaats Sint-Rozalia. Locatie. | Grafsteen voor de echtgenote van Loosz Jozsef. ID 802-1131/12.                                                                                       | Náhrobok s fiálou: manželky Loosza Jozsefa.                                                                                   |
|                              | Palmová. Begraafplaats Sint-Rozalia. Locatie. | Grafsteen met reliëf voor de familie Csubernáth. ID 802-1131/13.                                                                                     | Hrobka s reliéfmi: rodina Csubernáth.                                                                                         |
|                              | Palmová. Begraafplaats Sint-Rozalia. Locatie. | Graf van Mihalszky István. ID 802-1131/14. | Hrobka: Mihalszky István. |
|                              | Palmová. Begraafplaats Sint-Rozalia. Locatie. | Grafmonument van Alth József (1821-1890) en zijn echtgenote. ID 802-1131/15.                                                                         | Radový: Alth József s manželkou; 1821-1890.                                                                                   |
|                              | Palmová. Begraafplaats Sint-Rozalia. Locatie. | Grafmonument met standbeeld: engel met kruis. ID 802-1131/16.                                                                                        | Náhrobok so sochou: anjel s krížom.                                                                                           |
|                              | Palmová. Begraafplaats Sint-Rozalia. Locatie. | Grafmonument van de familie Wagner en Kriegler, notaris. ID 802-1131/17.                                                                             | Hrobka rodiny Wagner a Kriegler, notár.                                                                                       |
|                              | Palmová. Begraafplaats Sint-Rozalia. Locatie. | Grafmonument van de familie Mildner. ID 802-1131/18.                                                                                                 | Hrobka rodiny Mildner. |
|                              | Palmová. Begraafplaats Sint-Rozalia. Locatie. | Grafkapel van de familie Várady en Szakmáry. ID 802-1131/19.                                                                                         | Pohrebná kaplnka: rodiny Várady a Szakmáry.                                                                                   |
|                              | Palmová. Begraafplaats Sint-Rozalia. Locatie. | Grafmonument van de familie Wandracsek (1854-1914), geneesheer. ID 802-1131/20.                                                                      | Hrobka: rodiny Wandracsek (1854-1914), lekár.                                                                                 |
|                              | Palmová. Begraafplaats Sint-Rozalia. Locatie. | Grafmonument: pilaar. Familie Novelly en Marko. ID 802-1131/21.                                                                                      | Náhrobky: zlomené stĺpy; rodina Novelly a Marko.                                                                              |
|                              | Palmová. Begraafplaats Sint-Rozalia. Locatie. | Grafkapel van de familie Dessewffy. ID 802-1131/22.                                                                                                  | Kaplnka pohrebná: rodiny Dessewffy.                                                                                           |
|                              | Palmová. Begraafplaats Sint-Rozalia. Locatie. | Grafstenen van monniken, provincie Medveczki. Abt Krajnik. ID 802-1131/23.                                                                           | Náhrobky rehoľníkov: prepošt Medveczki. Opát Krajnik.                                                                         |
|                              | Palmová. Begraafplaats Sint-Rozalia. Locatie. | Graf van de familie Martoncsik. Bouwondernemer, lid van de stadsraad. ID 802-1131/24.                                                                | Hrobka rodiny Martoncsik. Staviteľ, člen mesta zastup.                                                                        |
|                              | Palmová. Begraafplaats Sint-Rozalia. Locatie. | Grafmonument met beeld (rouwend meisje) voor Marzso Berta. ID 802-1131/25.                                                                           | Náhrobok so sochou. Smútiace dievčatko. Marzso Berta.                                                                         |
|                              | Palmová. Begraafplaats Sint-Rozalia. Locatie. | Grafkamer met een vaas, van de familie Strasser. ID 802-1131/26.                                                                                     | Hrobka s vázou: rodiny Strasser.                                                                                              |
|                              | Palmová. Begraafplaats Sint-Rozalia. Locatie. | Grafkamer van dokter Gurdélyi Endre (1816-1901) en echtgenote, alsook dokter Ladislav Gazdag (1861-1926) en echtgenote, geneesheren. ID 802-1131/27. | Hrobka: Dr. Gurdélyi Endre (1816-1901) a Dr. Ladislav Gazdag (1861-1926), lekári.                                             |
|                              | Palmová. Begraafplaats Sint-Rozalia. Locatie. | Graf met grafsteen van de familie Haltenberger, handelaars. ID 802-1131/28.                                                                          | Hrobka: rodiny Haltenberger, podnikatelia.                                                                                    |
|                              | Palmová. Begraafplaats Sint-Rozalia. Locatie. | Grafkamer van de familie Gurszky. ID 802-1131/29. | Hrobka: rodiny Gurszky. |
|                              | Palmová. Begraafplaats Sint-Rozalia. Locatie. | Grafkamer van de familie Schvartz János. ID 802-1131/30.                                                                                             | Hrobka: rodiny Schvartz János.                                                                                                |
|                              | Palmová. Begraafplaats Sint-Rozalia. Locatie. | Graf met standbeeld: rouwende vrouw, voor Megay Adolf (1831-1910) (zakenman) en zijn echtgenote. ID 802-1131/31.                                     | Náhrobok: Megay Adolf (1831-1910) (podnikateľ) s manželkou.                                                                   |
|                              | Palmová. Begraafplaats Sint-Rozalia. Locatie. | Graf met standbeeld: rouwende vrouw, voor Fiedler Károly (1833-1909) en zijn echtgenote. Ondernemer en koninklijk adviseur. ID 802-1131/32.          | Náhrobok so sochou: Fiedler Károly (1833-1909) s manželkou. Podnikateľ. Kráľovský radca.                                      |
|                              | Palmová. Begraafplaats Sint-Rozalia.          | Graf van Melczer Georgine (†1908) & Melczer Malvini (†1917), baron. beschermer van kunst. ID 802-1131/33.                                            | Náhrobok, Melczer Georgine (†1908) & Melczer Malvini (†1917), barónö, mecenášky umenia.                                       |
|                              | Palmová. Begraafplaats Sint-Rozalia. Locatie. | Grafkamer van de familie Biegel. ID 802-1131/34. | Hrobka s reliéfmi: rodiny Biegel.                                                                                             |
|                              | Palmová. Begraafplaats Sint-Rozalia. Locatie. | Grafkamer van de familie Girsik. ID 802-1131/35. | Hrobka: rodiny Girsik. |
|                              | Palmová. Begraafplaats Sint-Rozalia. Locatie. | Grafkamer van Polinszky Emil (1835-1910), zijn echtgenote (1842-1929) en familie. ID 802-1131/36.                                                    | Hrobka: Poliszky Emil (1835-1910), jeho manželka (1842-1929) a rodina.                                                        |
|                              | Palmová. Begraafplaats Sint-Rozalia. Locatie. | Grafmonument van Hegedüsa Lajosa (1833-1913) en familie. ID 802-1131/37.                                                                             | Hrobka rodiny Hegedüsa Lajosa (1833-1913).                                                                                    |
|                              | Palmová. Begraafplaats Sint-Rozalia. Locatie. | Graf met standbeeld (engel) voor Laszgallner Dóra. ID 802-1131/38.                                                                                   | Náhrobok so sochou: Laszgallner Dóra.                                                                                         |
|                              | Palmová. Begraafplaats Sint-Rozalia.          | Grafmonument voor Novelly (1827-1897) (zakenman) en familie. ID 802-1131/39.                                                                         | Náhrobok rodiny Novelly (obchodnník, podnikat) (1827-1897).                                                                   |
|                              | Palmová. Begraafplaats Sint-Rozalia.          | Graf met beelden: twee engelen, voor Szárosy István en Klempay Mária. ID 802-1131/40.                                                                | Náhrobky so sochami: dvoma anjelmi, Szárosy István a Klempay Mária.                                                           |
|                              | Palmová. Begraafplaats Sint-Rozalia. Locatie. | Grafkapel van Bayer (°1804-† ?) (bierbrouwer) en familie. ID 802-1131/41.                                                                            | Pohrebná kaplnka, rodina Bayer (°1804-† ?) (priemys. pivovar).                                                                |
|                              | Palmová. Begraafplaats Sint-Rozalia. Locatie. | Grafmonument van Schirger (1840-1892) (koopman) en familie. ID 802-1131/42.                                                                          | Hrobka s pomníkom: Schirger (1840-1892) (obchodník), a jeho rodiny.                                                           |
|                              | Palmová. Begraafplaats Sint-Rozalia. Locatie. | Grafsteen met beeldhouwwerk. Oelschläger Lajos en zijn echtgenote (architect). ID 802-1131/43.                                                       | Náhrobok so súsoším. Oelschläger Lajos s manželkou (architekt).                                                               |
|                              | Palmová. Begraafplaats Sint-Rozalia. Locatie. | Grafmonument met buste: Dr. Ján Rumann (1876-1923). ID 802-1131/44.                                                                                  | Pohrebný pomník s bustou: Dr. Ján Rumann (1876-1923).                                                                         |
|                              | Palmová. Begraafplaats Sint-Rozalia. Locatie. | Grafkapel van de familie Déri. ID 802-1131/45. | Kaplnka pohrebná rodany Déri.                                                                                                 |
|                              | Palmová. Begraafplaats Sint-Rozalia. Locatie. | Grafmonument (engeltje met kruis) voor Orbán Klárika. ID 802-1131/46.                                                                                | Náhrobok so sochou: anjelik s krížom. Orbán Klárika.                                                                          |
|                              | Palmová. Begraafplaats Sint-Rozalia. Locatie. | Graf voor de familie Burger. ID 802-1131/47. | Hrobka: rodina Burger. |
|                              | Palmová. Begraafplaats Sint-Rozalia. Locatie. | Graf voor de familie Vaskor. ID 802-1131/48. | Hrobka: rodina Vaskor. |
|                              | Palmová. Begraafplaats Sint-Rozalia.          | Grafmonument voor Rudolf Mózer en zijn familie. ID 802-1131/49.                                                                                      | Hrobka: Rudolf Mózer a s rodinou.                                                                                             |
|                              | Palmová. Begraafplaats Sint-Rozalia.          | Grafkamer voor Kühlmann (handelaar) en zijn familie. ID 802-1131/50.                                                                                 | Hrobka: rodina Kühlmann (obchodníci).                                                                                         |
|                              | Palmová. Begraafplaats Sint-Rozalia. Locatie. | Blazoen aan het grafmonument van Félix Parcher (1844 - 1925) en zijn echtgenote Hamplanna (1850-1930). ID 802-1131/51.                               | Hrobka: Félix Parcher (1844 - 1925). Manželka Hamplanna (1850 - 1930).                                                        |
|                              | Palmová. Begraafplaats Sint-Rozalia.          | Grafkamer van de familie Martonova. ID 802-1131/52.                                                                                                  | Hrobka. Rodina Martonova. |
|                              | Palmová. Begraafplaats Sint-Rozalia. Locatie. | Grafkamer van de familie Krčméry. ID 802-1131/53. | Hrobka. Rodina Krčméry. |
|                              | Palmová. Begraafplaats Sint-Rozalia. Locatie. | Grafkamer van de familie Dorner (°1808-† ?) (advocaat). ID 802-1131/54.                                                                              | Hrobka. Rodiny Dorner (°1808-† ?) (právnik ).                                                                                 |
|                              | Palmová. Begraafplaats Sint-Rozalia. Locatie. | Links het graf van Gustav Hollmann en zijn echtgenote (cultureel erfgoed), rechts het graf van de familie János Koncsér. ID 802-1131/55.             | Vľavo hrobka Gusztava Hollmanna s manželkou (kultúrna pamiatka), vpravo hrobka rodiny Jánosa Koncséra                         |
|                              | Palmová. Begraafplaats Sint-Rozalia. Locatie. | Grafkamer van de familie Czitó. ID 802-1131/56. | Hrobka so sochou, rodina Czitó.                                                                                               |
|                              | Palmová. Begraafplaats Sint-Rozalia. Locatie. | Grafmonument voor de families Nedelco en Klimko. ID 802-1131/57.                                                                                     | Hrobka: rodiny Nedelco a Klimko.                                                                                              |
|                              | Palmová. Begraafplaats Sint-Rozalia. Locatie. | Grafkamer met wapenschild van Zsigmond-Fülop (advocaat en procureur, officier van justitie) en familie. ID 802-1131/58.                              | Hrobka s erbom: Zsigmond-Fülop; advokát, štátny prokurátor.                                                                   |
| Geen afbeelding beschikbaar. | Palmová. Begraafplaats Sint-Rozalia. Locatie. | Monument voor de slachtoffers van het fascisme. ID 802-4547/0.                                                                                       | Pamätník obetí fašizmu. |
|                              | Komenského ulica 2 - 4. Locatie.              | Alleenstaand schoolgebouw. Afdeling voor fysica-onderwijs. ID 802-1157/1.                                                                            | Solitér; Katedra, aula fyziky TU Košice                                                                                       |
|                              | Komenského ulica 39A. Locatie.                | Alleenstaand schoolgebouw. Militaire school. Thans Aikido Academy. ID 802-3665/0.                                                                    | Vojenská škola, dnes Aikido Akadémia.                                                                                         |
|                              | Komenského ulica 73. Locatie.                 | Schoolgebouw I, thans instituut voor veeteelt en fysiologie, laboratorium. ID 802-1158/1.                                                            | Škola I (kultúrna pamiatka), dnes ústav chovu zvierat a ústav fyziológie, laborator.                                          |
|                              | Komenského ulica 73. Locatie.                 | Schoolgebouw II. Alleenstaande school, thans rectoraat UVLF. ID 802-1158/2.                                                                          | Škola II. Solitér. Dnes Rektorát UVLF.                                                                                        |
|                              | Komenského ulica 73. Locatie.                 | Schoolgebouw III. Alleenstaande school, thans Bureau voor Internationale Studies. ID 802-1158/3.                                                     | Škola III. Solitér. Dnes Referát pre medzinárodné programy.                                                                   |
|                              | Komenského ulica 73. Locatie.                 | Atelier, thans auditorium, archief en leeszaal. ID 802-1158/4.                                                                                       | Dielne, poslucháreň a archív.                                                                                                 |
|                              | Komenského ulica 73. Locatie.                 | Internaat I, alleenstaand instituut voor Farmacologie en laboratorium. ID 802-1158/5.                                                                | Internát I. Solitér. Ústav farmakológie. Laborator.                                                                           |
|                              | Komenského ulica 73. Locatie.                 | Internaat II. Alleenstaand instituut voor informatica, communicatie, forensische geneeskunde en dierengeneeskunde. ID 802-1158/6.                    | Internát II. Solitér. Oddelenie informačných a komunikačných tehcnológií, Ústav súdneho a verejného veterinárskeho lekárstva. |
|                              | Komenského ulica 73. Locatie.                 | Internaat III. Instituut voor voedselhygiëne en technologie. ID 802-1158/7.                                                                          | Internát III. Internát III, Ústav hygieny a technológie mäsa.                                                                 |
|                              | Komenského ulica 73. Locatie.                 | Administratief gebouw, Instituut voor Wetenschappelijke Informatie en Bibliotheek. ID 802-1158/8.                                                    | Administratívna budova, Ústav vedeckých informácií a knižnica.                                                                |
|                              | Komenského ulica 73. Locatie.                 | Alleenstaand huishoudelijk gebouw met consumptie- en stookruimte. ID 802-1158/9.                                                                     | Stavba hospodárska a kotolňa. Solitér.                                                                                        |
|                              | Komenského ulica 73. Locatie.                 | Alleenstaande berging, bestemd voor brandbestrijding. ID 802-1158/10.                                                                                | Garáž. Zbrojnica požiarna. Solitér.                                                                                           |
|                              | Komenského ulica 73. Locatie.                 | Groen op het terrein van het instituut. ID 802-1158/11.                                                                                              | Úprava sadovnícka. Zeleň v areáli ústavu.                                                                                     |
|                              | Na kalvárii ulica. Locatie.                   | Kerk van de maagd Maria van de Zeven Smarten (barok, gebouwd tussen 1742 en 1758). ID 802-1128/1.                                                    | Barokový kostol postavený v rokoch 1742 až 1758. Kostol nesie meno Sedembolestnej Panny Márie.                                |
|                              | Na kalvárii ulica. Locatie.                   | Kalvariekapel. Christus op de Olijfberg. ID 802-1128/2.                                                                                              | Kaplnka kalvárska. Kristus na hore Olivovej .                                                                                 |
|                              | Na kalvárii ulica. Locatie.                   | Kalvariekapel. Het verraad door Judas. ID 802-1128/3.                                                                                                | Kaplnka kalvárska. Judášova zrada.                                                                                            |
|                              | Na kalvárii ulica. Locatie.                   | Kalvariekapel. Christus voor Kajafas. ID 802-1128/4.                                                                                                 | Kaplnka kalvárska. Kristus pred Kaifasom.                                                                                     |
|                              | Na kalvárii ulica. Locatie.                   | Kalvariekapel. Christus door Pontius Pilatus veroordeeld. ID 802-1128/5.                                                                             | Kaplnka kalvárska. Pilát odsudzuje Krista.                                                                                    |
|                              | Na kalvárii ulica. Locatie.                   | Kalvariekapel. Christus wordt gegeseld. ID 802-1128/6.                                                                                               | Kaplnka kalvárska. Bičovanie Krista.                                                                                          |
|                              | Na kalvárii ulica. Locatie.                   | Kalvariekapel. Christus gekroond met een doornenkroon. ID 802-1128/7.                                                                                | Kaplnka kalvárska. Korunovanie Krista tŕním                                                                                   |
|                              | Na kalvárii ulica. Locatie.                   | Kalvariekapel. Ziehier de mens... ID 802-1128/8. | Kaplnka kalvárska. Ecce Homo.                                                                                                 |
|                              | Na kalvárii ulica. Locatie.                   | Kalvariekapel. De onbevlekte ontvangenis. ID 802-1128/9.                                                                                             | Kaplnka kalvárska. Immaculata.                                                                                                |
|                              | Na kalvárii ulica. Locatie.                   | Kalvariekapel. Kapel van de Hemelvaart van de Maagd Maria. ID 802-1128/10.                                                                           | Kaplnka kalvárska. Kaplnka Nanebovzatia Panny Márie.                                                                          |
|                              | Na kalvárii ulica. Locatie.                   | Kalvariekapel. Jezus troost de wenende vrouwen. ID 802-1128/11.                                                                                      | Kaplnka kalvárska. Kristus napomína plačúce ženy.                                                                             |
|                              | Na kalvárii ulica. Locatie.                   | Kalvariekapel. Christus valt de derde maal onder het kruis. ID 802-1128/12.                                                                          | Kaplnka kalvárska. 3. pád Krista pod krížom.                                                                                  |
|                              | Na kalvárii ulica. Locatie.                   | Kalvariekapel. Christus ontmoet Veronica. ID 802-1128/13.                                                                                            | Kaplnka kalvárska. Kristus a Veronika.                                                                                        |
|                              | Na kalvárii ulica. Locatie.                   | Kalvariekapel. Christus wordt aan het kruis genageld. ID 802-1128/14.                                                                                | Kaplnka kalvárska. Pribíjanie Krista na kríž.                                                                                 |
|                              | Na kalvárii ulica. Locatie.                   | Kalvariekapel. De kruisiging van Christus. ID 802-1128/15.                                                                                           | Kaplnka kalvárska. Ukrižovanie Krista                                                                                         |
|                              | Na kalvárii ulica. Locatie.                   | Kalvariekapel. Christus wordt van het huis afgenomen. ID 802-1128/16.                                                                                | Kaplnka kalvárska. Snímanie Krista z kríža.                                                                                   |
|                              | Na kalvárii ulica. Locatie.                   | Kalvariekapel. Christus wordt in het graf gelegd. ID 802-1128/17.                                                                                    | Kaplnka kalvárska. Ukladanie Krista do hrobu.                                                                                 |
|                              | Park Angelinum 9. Locatie.                    | Ursulinenschool. Universitaire inrichting. ID 802-3658/0.                                                                                            | Univerzita; Škola uršulínok.                                                                                                  |